# Against All Authority
Against All Authority foi uma banda de ska-punk formada em Miami, Flórida, em 1992.

## Discografia
Álbuns de estúdio
- Destroy What Destroys You (1998)
- All Fall Down (1998)
- 24 Hour Roadside Resistance (2000)
- Nothing New for Trash Like You (2001)
- The Restoration Of Caos And Order (2006)

Ao vivo
- Live at the Fireside Bowl (2003)

Splits
- Exchange com The Criminals (1999)
- Common Rider/Against All Authority Split (2005)